# Gao Fenglian
Gao Fenglian (15 de octubre de 1964) es una deportista china que compitió en judo. Ganó seis medallas en el Campeonato Mundial de Judo entre los años 1984 y 1989, y cuatro medallas en el Campeonato Asiático de Judo en los años 1985 y 1988.

## Palmarés internacional
| Campeonato Mundial  | Campeonato Mundial        | Campeonato Mundial | Campeonato Mundial |
| Año                 | Lugar                     | Medalla            | Categoría          |
| ------------------- | ------------------------- | ------------------ | ------------------ |
| 1984                | Viena (Austria)           | Medalla de plata   | +72 kg             |
| 1984                | Viena (Austria)           | Medalla de bronce  | Abierta            |
| 1986                | Maastricht (Países Bajos) | Medalla de oro     | +72 kg             |
| 1987                | Essen (RFA)               | Medalla de oro     | +72 kg             |
| 1987                | Essen (RFA)               | Medalla de oro     | Abierta            |
| 1989                | Belgrado (Yugoslavia)     | Medalla de oro     | +72 kg             |
| Campeonato Asiático |                           |                    |                    |
| Año                 | Lugar                     | Medalla            | Categoría          |
| 1985                | Tokio (Japón)             | Medalla de oro     | +72 kg             |
| 1985                | Tokio (Japón)             | Medalla de oro     | Abierta            |
| 1988                | Damasco (Siria)           | Medalla de oro     | +72 kg             |
| 1988                | Damasco (Siria)           | Medalla de oro     | Abierta            |